# Carcelia rutilloides
Carcelia rutilloides là một loài ruồi trong họ Tachinidae.